# Wirtschaftskundliches Bundesrealgymnasium Graz
Das Wirtschaftskundliche Bundesrealgymnasium Graz, auch WIKU BRG Graz, ist ein Bundesrealgymnasium im 6. Grazer Bezirk Jakomini.

## Geschichte
Die Schule wurde 1938 als „III. Staatliche Oberschule für Mädchen“ – zwischenzeitlich auch „Maria-Theresien-Oberschule“ genannt – in der Petersgasse 1 gegründet.
1945 erfolgte nach den 2. Weltkrieg die Umbenennung in „II. Staatliche Oberschule für Mädchen“. Da das eigene Schulgebäude durch eine Bombe zerstört wurde, erfolgte die Unterbringung der Schulklassen in eine andere Schule bzw. Gebäuden. Anfangs bei den Grazer Schulschwestern am Franz-Josefs-Kai, danach in das BRG Keplerstraße.
1950 bekam die Schule den neuen Namen „Bundesfrauenoberschule“, 1953 wurde sie zur „Bundesstaatliche Frauenoberschule“.
Inzwischen wurde in der Petersgasse 108 ein neues Schulgebäude errichtet, indem 1959 die Schule einzog.
Aufgrund des neuen Schulorganisationsgesetzes von 1962, wird ab 1963 zuerst nur die Unterstufe der Schule als „Wirtschaftskundliches Realgymnasium für Mädchen“ geführt, ab 1970 auch die Oberstufe.
Die neue Adresse der Schule ist seit 1978 Sandgasse 40 und ab 1980 wurden zum ersten Mal Knaben aufgenommen. 1981 beginnt ein Erweiterungszubau, der zwei Jahre später in Betrieb genommen wird.
1989 erfolgte die Umbenennung der Schule in „Wirtschaftskundliches Realgymnasium“.
2018 wurde in Kooperation mit Radio Igel das WIKU Radiostudio eröffnet.
Am 19. Juni 2020 wurde auf dem YouTube-Kanal der Schule das Musikvideo zur Eigenproduktion „Relations“ veröffentlicht.

## Schwerpunkte und Profil
Gemäß dem Wirtschaftsschwerpunkt der Schule sind viele Fächer wirtschaftskundlich orientiert. In Geographie und Wirtschaftskunde gibt es eine höhere Stundenanzahl mit ersten praktischen Kontaktmöglichkeiten zum Wirtschaftsleben und der Arbeitswelt. Im Rahmen des WIKUrs-Kursystems müssen mindestens zwei Wirtschaftskurse absolviert werden. Ein solcher Kurs ist Projektmanagement, in dem Projekte aus der Arbeits- und Berufswelt geplant und durchgeführt werden.
In der 6. Klasse ist zudem eine einwöchige Betriebserkundung zu absolvieren. In dem Fach Mathematik gibt es in der 7. Klasse eine Stunde Wirtschaftsmathematik. Für Haushaltsökonomie und Ernährungslehre bestehen Praxismöglichkeiten in der eigenen Lehrküche.
Dem Ausgleich von Leistungsdefizite dient das Projekt Oberstufe hilft Unterstufe. Es gibt verbindliche Verhaltensvereinbarungen mit Eltern und Schülern.
Seit Bestehen des Projektes Meistersinger bewerben sich die Schüler des WIKU-Schulchors erfolgreich um das Gütesiegel und verleihen damit der WIKI seit 2011 jährlich zur Auszeichnung Meistersingerschule.

## Leitung
- 1938–1945 Andreas Puschnig[1]
- 1945–1946 Margarete Rakoczek
- 1946–1950 Anton Klein
- 1950–1968 Maria Pietsch
- 1969–1984 Gertrude Miksch
- 1984–1995 Klothilde Rieger
- 1995–1996 Ernst Kastrun (provisorisch)
- 1996–2010 Kurt Dvorak
- seit 2010 Eva Ponsold

## Bekannte Absolventen
- Leonore Gewessler (* 1977), Bundesministerin[10]
- David Miesmer (* 1983), Schauspieler und Sprecher[11]
- Susanne Winter (* 1957), ehemalige Abgeordnete zum Nationalrat[12]